# PTX, Vol. II
PTX, Vol. II é o terceiro EP do grupo a capella estadunidense Pentatonix, lançado em Novembro de 2013.

## Faixas
Todas as faixas escritas e compostas por Pentatonix, exceto onde indicado. 
| N.º | Título                                   | Compositor(es)                                | Artista Original               | Duração |  |
| 1.  | "Can't Hold Us"                          | Ben Haggerty, Ryan Lewis                      | Macklemore & Ryan Lewis        | 3:18    |  |
| 2.  | "Natural Disaster"                       |                                               | Pentatonix                     | 3:30    |  |
| 3.  | "Love Again"                             |                                               | Pentatonix                     | 3:18    |  |
| 4.  | "Valentine"                              | Jessie Ware, Sampha                           | Jessie Ware & Sampha           | 2:37    |  |
| 5.  | "Hey Momma / Hit the Road Jack"          | Kevin Olusola, Percy Mayfield                 | Pentatonix / Ray Charles       | 3:01    |  |
| 6.  | "I Need Your Love"                       | Calvin Harris, Ellie Goulding                 | Calvin Harris & Ellie Goulding | 2:52    |  |
| 7.  | "Run to You"                             | Pentatonix, Ben Bram                          | Pentatonix                     | 4:25    |  |
| 8.  | "Daft Punk"                              | Thomas Bangalter, Guy-Manuel de Homem-Christo | Daft Punk                      | 4:08    |  |
| 9.  | "Save the World / Don't You Worry Child" | Swedish House Mafia                           | Swedish House Mafia            | 3:47    |  |